# الأخضرية
الأخضرية (بالإنجليزية: Lakhdaria)‏ هي مدينة وبلدية بدائرة الأخضرية ولاية البويرة في الجزائر.

## التسمية
أصل التسمية الحديث للمدينة نسبة إلى الشهيد رابح مقراني المدعو «سي لخضر».

## الجغرافيا

### تضاريس
تتميز تضاريس منطقة الأخضرية الممتدة على مسافة 3 كيلومترات باختلافات كبيرة في الارتفاع، مع تباين في الارتفاع بحد أقصى 535 مترًا وحد أقصى للارتفاع أقل من مستوى سطح البحر بـ 219 مترًا. على مدى 16 كيلومترًا، يختلف الارتفاع بشكل كبير (974 مترًا). أكثر من 80 كيلومترًا، هناك اختلافات في الارتفاع (2307 مترًا).
المنطقة الواقعة بإقليم الأخضرية على مساحة 3 كيلومترات تغطيها الأراضي المزروعة (59%) والباتوراجيس (16%) والأشجار (13%) والبويسونات (10%)، في منطقة تبلغ مساحتها 16 كيلومترا برا. الأراضي المزروعة (55%) والمسطحات المائية (16%) وفي نطاق 80 كيلومتراً بالأراضي المزروعة (36%) والمياه (29%)

### الموقع الجغرافي
تقع الأخضرية على بعد 40 كيلومتر شرق الجزائر العاصمة (عبر الطريق السيار شرق غرب) ومن قبل كانت تبعد عن الجزائر العاصمة ب 75 كيلومترعبر الطريق الوطني رقم (5). و45 كيلومتر غرب مدينة البويرة ويحدها كل من بلدية قادرية شرقا والحدود مع ولاية بومرداس شمالا وبلدية بودربالة غربا وبلدية معالة وجبال الزبربر عموما من الجنوب. يمر منها وادي يسر الذي يخترق جبال ضخرية تقع شمال غرب المدينة مشكلا بالذي يعرف بفج الأخضرية (ليقورج). هو يمتد على مسافة تقراب سبعة كيلومترات بمحاذات الطريق الوطني رقم (5).

### المناخ
المناخ في الأخضرية خليط بين المناخ المتوسطي والمناخ القاري، تتميز بشتاء بارد تكثر فيه الأمطار وثلوج موسمية تسقط على أعالي الجبال أو في المخفضات وصيف حار خصوصا في شهري يوليو وأغسطس أين تهب رياح السيروكو (الشهيلي). تتراوح درجة الحرارة في الشتاء بين 12 إلى 24 درجة كحد أقصى وفي الصيف بين 28 و42 كحد أقصى. الجو يعتبر معتدلا في الخريف والربيع.

### البلديات
تضم دائرة الأخضرية 6 بلديات هي:
- الأخضرية: مدينة الأخضرية والمداشر والقرى المحيطة بها.
- قرومة: وهي تقع إلى الحدود في الجنوب الغربي مع ولاية المدية.
- معالة: وهي بلدية جبلية يوجدفيها سد كدية أسردون وهو من أهم السدود في الشمال الجزائري حيث سيزود العديد من الولايات بالماء الصالح للشرب منها (الجزائر العاصمة. تيزي وزو.البويرة.المدية).[8]
- الزبربر: وهي بلدية جبلية كانت تعتبر معقلا للجماعات المسلحة.
- بودربالة: تقع 15 كيلومتر غرب مدينة الأخضرية في منطقة شبه جبلية.
- بوكرام: وهي بلدية ريفية مجاورة لبلدية بودربالة.

## التاريخ

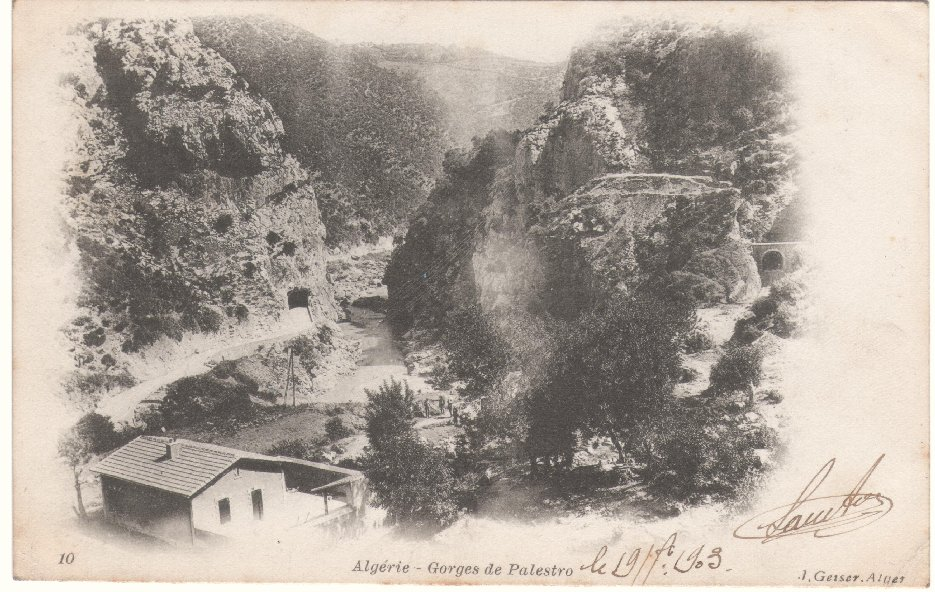
بطاقة تعود إلى سنة 1903 تظهر فج الأخضرية والطريق الرئيسي المؤدي للمدينة آنذاك.

### أثناء الاستعمار الفرنسي
أنشأت كمستوطنة في 18 نوفمبر 1869 بموجب مرسوم صدر من بلاط قصر الإطبراطور الفرنسي نابليون الثالث وكانت تسميتها في ذلك الوقت «باليسترو» (بالفرنسية: Palestro)‏، تخليدا لذكرى معركة باليسترو وهي مدينة في شمال إيطاليا.
في يوم 20 أبريل 1871 هجام مقاومون من الثورة التي تزعمها الشيخ محمد المقراني المدينة مستغلين حالة الفوضى التي كان تعيشها فرنسا بعد الهزيمة أمام بروسيا في مسألة الوحدة الألمانية. أسفر الهجوم عن مقتل 46 شخص وفقدان العديد من الأشخاص وتدمير شبه كامل للمدينة مما استدعى إعادة بناءها لاحقا.

#### رؤساء بلدية الأخضرية في عهد الاستعمار الفرنسي[10]

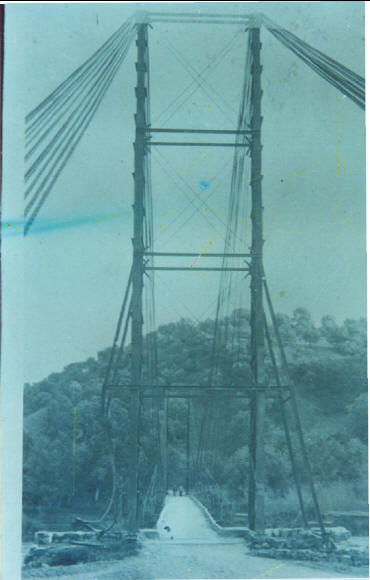
قنطرة شارل، كانت تستعمل لعبور وادي "بورجة"، القنطرة منهارة حاليا.

- 1871 - باسيتي دومينيك (أول رئيس لبلدية الأخضرية).
- 1872 - دارييل دانيال.
- 1873 - سيبوت أشيل.
- 1874-1878 - بيكير جيون.
- 1880-1885 - ميكود فرناند.
- 1893 - بيكير جيون (ساحة منتصف المدينة في الأخضرية تسمى «ساريج بيكير» نسبة إلى بيكير والذي أقام حنفية للناس في المكان ذاته).
- 1895 - بيكير جيون.
- 1897 - ميكود فرناند.
- 1898 - فينك تشارلز.
- 1901 - براطي.
- 1905 - أوري إيميل.
- 1907 - فالكادا فيليب.
- 1920 - مارتال جوزيف.
- 1925 - لويلات لويس.
- 1927 - سيغنوري رينيه.
- 1939 - بيكير رينيه.
- 1945-1956 - غويديسي (اختفى في عام 1956 إثر مجزرة حدثت في الأخضرية).كمين باليسترو 1956

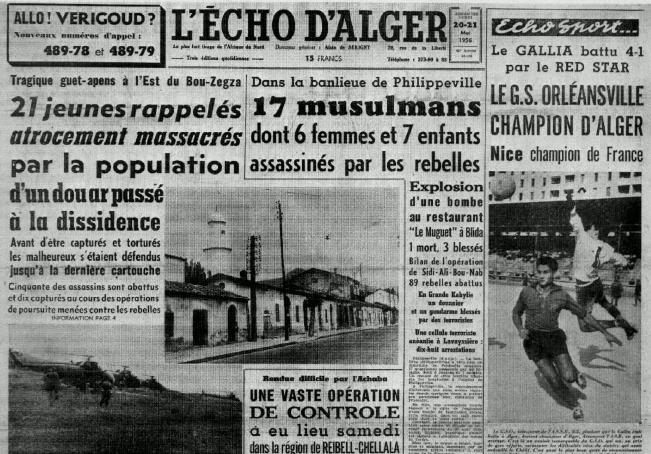
كمين باليسترو 1956

- 1956-1962 - بيمروك جيلبرت (استمر في مهامه حتى استقلال الجزائر في العام 1962).

### أثناء الثورة الجزائرية
أثناء الثورة الجزائرية كانت الأخضرية تعتبر معقلا للكثير من المستوطين الأوروبيين (أو ما يسمى بالمعمرين).

وكانوا يتمتعون بحماية الجيش الفرنسي أما الأهالي الجزائرية فقد كان معظمهم يعيشون في المداشر المحيطة بالمدينة.

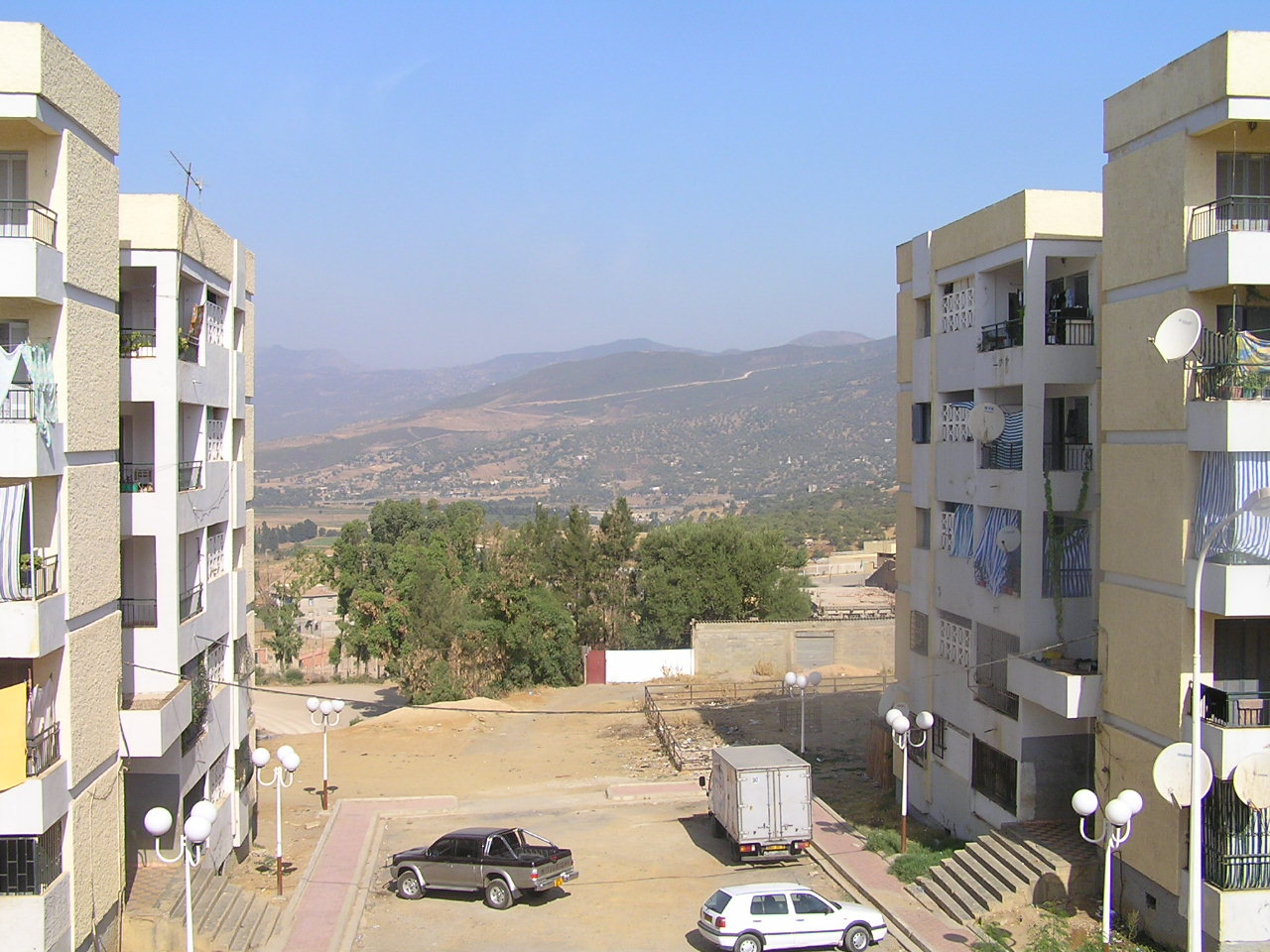
عمارات في حي "الليسي" اسم هذا الحي يعني الثانوية Lycee وذلك بسبب وقوع ثانوية "العقيد سي الحواس" في هذا الحي.

### بعد استقلال الجزائر
بعد الاستقلال الجزائري من فرنسا أعيدت تسمية المدينة من "باليسترو" إلى "الأخضرية" تخليدا لأحد ضباط ثورة التحرير الجزائرية وهو رابح مقراني المدعوا "سي لخضر، والذي كان برتبة " رائد " في جيش التحرير الوطني (القوات الخاصة) وتوفي وعمره 22 سنة، والذي ولد في قرية [قرقور (الأخضرية)]، وقد ورد اسمه في الأنشودة الثورية " حزب الثوار " حيث ذكر بالقول:
يقتل ويذبح جنود هاربة بلا نضام...
 
وقد عُرف على سي لخضر منذ صغره حبه للوطن وغيرته عليه وشجاعته وبسالته في الدفاع عن مقدسات الجزائر وترابها[قرقور] وهي إحدى مداشر دائرة الأخضرية.

## السكان

صورة قديمة قرب محطة قطار الأخضرية تظهر رجال جالسين.

أغلب النسمات الموجودة في الأخضرية من العرب الذين استقروا بنواحي قرومة ومعالة والبربر الصنهاجيين أو من كراغلة والذي تكون أمهاتهم جزائرية وأبائهم أتراك والذين عاشوا إبان الوجود العثماني في الجزائر. كما توجد فئة من الأمازيغ تنحدر من المرتفعات القريبة مثل جبال جرجرة ومدن يسر، برج أمنايل، تيزي وزو. وجميعهم يتحدث اللغة العربية/اللهجة الجزائرية إلى جانب جزء من الأمازيغ الذي يتحدثون باللغة الأمازيغية.

#### ترتيب الأعراق في الأخضرية
| المجموعة العرقية                       | النسبة                           |
| -------------------------------------- | -------------------------------- |
| العرب                                  | % 63                             |
| الصنهاجيين (الجعادة)                   | 23% (و هم أيضا ذو أصول أمازيغية) |
| الكراغلة                               | 5%                               |
| الأمازيغ (القبايل) وبعض شاوية (أمازيغ) | 9%                               |
| مجموعات صينية مقيمة بشكل غير دائم      | 0.4%                             |
| جنسيات مختلفة                          | 0.6%                             |

#### التجمع الصيني غرب المدينة
توافد عمال الأشغال العمومية الصينيون إلى المدينة في 2007 للقيام بأعمال تهئية مشروع الطريق السيار شرق غرب خصوصا في الجبال المحيطة والتابعة لدائرة الأخضرية والتي تميزة بطبيعتها الوعرة حيث واجه العمال مشاكل كبيرة خاصة في نفقي جبال بوزقزة. وقد أنشأؤا بيوتهم الخاصة في الطرف الغربي للمدينة في منطقة قرقور المنطقة التي نشأ فيها العقيد اسي لخضر. كما أنهم اندمجوا بسرعة في مجتمع الأخضرية وأصبحوا يرون في الأسواق والمحالات المختلقة في المدن.
وفي ماي سنة 2012 دشن شطر الرابط بين بلدية اربعطاش والاخضرية من طرف وزير النقل عمار غول وبذلك اتم العمال الصينيون مهامهم في المنطقة وبقي لهم سوى بعض التعديلات في الشطر.ولقد سمح هذا الشطر المهم من الطريق تسهيل الحركة المرورية للسائقين الذين أرهقهم زحم السيرفي الطريق الوطني رقم (5)خاصة في منطقة ليقورج

## الشباب والرياضة
يتواجد في الأخضرية نادي كرة قدم وهو اتحاد الأخضرية الذي يلعب في قسم الهواة منطقة الوسط لكرة القدم في الجزائر.يتواجد ملعب الاخضرية في حي القوير. وقد اعيد ترميمه...وغطي بالعشب الاصطناعي.ان طموحات وامال فريق اتحاد الاخضرية كبيرة جدا في الذهاب بعيدا.اما بنسب إلى شعبية الفريق فلقد ازدادت بشكل كبير جدا بفضل تألق الفريق مأخرا.
*يوجد فريق ثاني لكرة القدم اسمه نجم مدينة الأخضرية تأسس سنة 2017 يلعب في القسم الجهوي الثاني منطقة الوسط 
كما تتواجد صالتين لمختلف الألعاب الرياضية تقع الأولى وهي الأحدث بجانب المركز الثقافي في وسط المدينة والثانية وهي القديمة تتواجد في حي الليسي.
ويوجد أيضا 2 قاعات متعددة الرياضات واحدة في (الليسي)و واحدة في la ville وفيها عدة نشاطات ككرة اليد للنساء والرجال وكرة الطائرة للنساء والرجال

## الجمعيات
- جمعية منتدى شباب الاخضرية F.J.L تحت رئاسة السيد زرقاط محمد أمين عام عضو المكتب الوطني للتضامن الوطني sne سابقا
- جمعية ويعود الأمل الأخضرية
- جمعية الاصالة للترقية السياحية والثقافية تحت رئاسة السيد جبار محمد رضا
- جمعية جراح تحت رئاسة الفنان محفوظ فقير
- جمعية الثعالبي
- جمعية نور الامل للمسرح
- الكشافة الإسلامية الجزائرية والممثلة في عدة افواج عبر تراب الدائرة وأهم الافواج الكشفية:

1. فوج البشير الإبراهيمي.
2. فوج الشهيد سي لخضر

## الديانات والثقافة

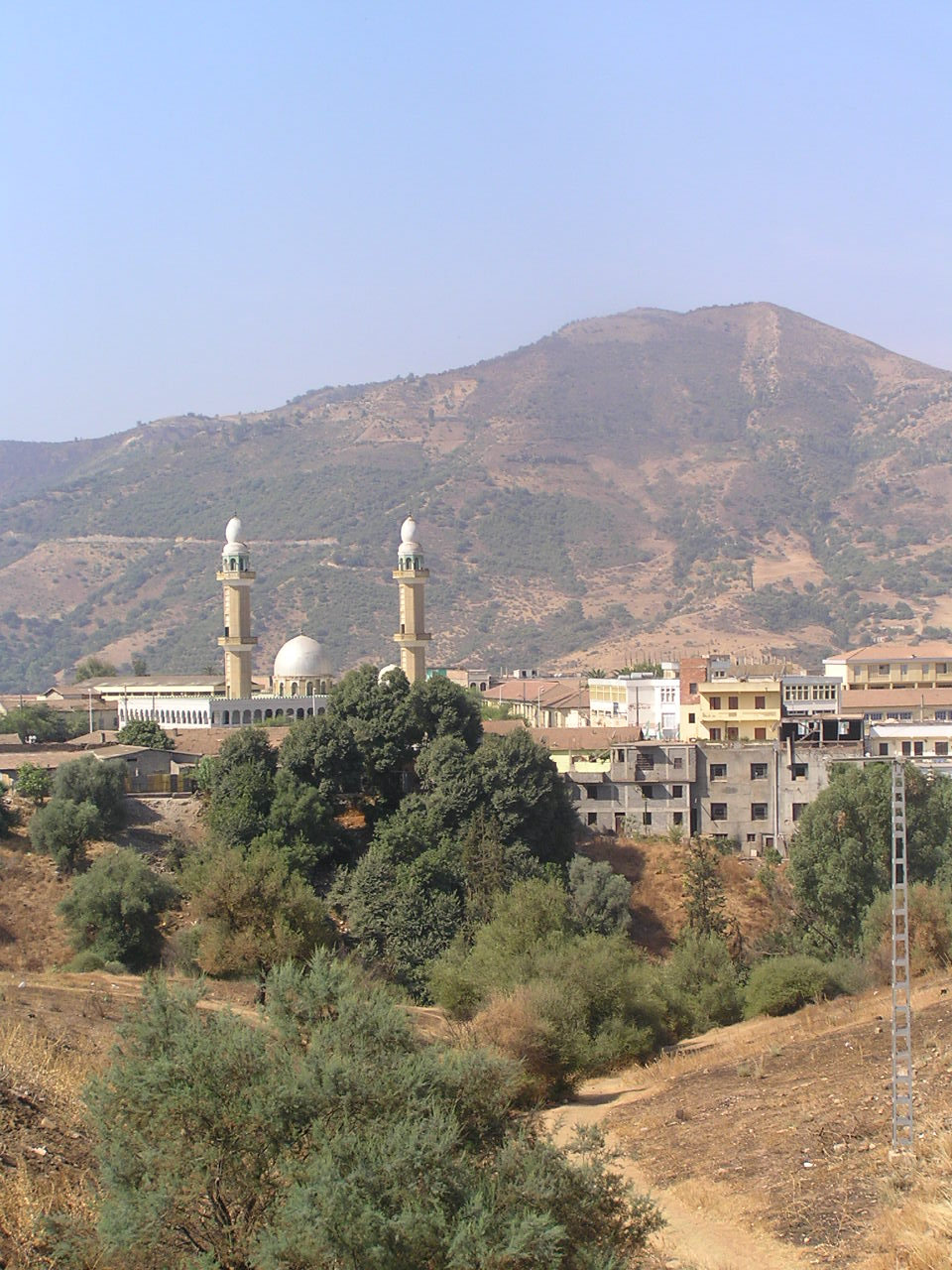
الجامع الكبير بمناريته.

### الإسلام
يدين 99% من السكان بالدين الإسلامي على طريقة أهل السنة والجماعة والمذهب مالكية. كما تتواجد بعض الطرق الصوفية مثل الطريقة الحمامية، كما يوجد في الأخضرية مجموعة من المساجد أهمها:
- المسجد الكبير: (في الصورة) في وسط المدينة وهي أكبر مسجد في الأخضرية به منارتين. اسمه مسجد مالك بن نبي
- مسجد حي القوير: وهو يوصف بأنه الأفضل ناحية التصميم.[14] اسمه مسجد عمر بن عبد العزيز.
- مسجد الشيخ الحمامي: وهو المسجد الذي يتبنى طرق صوفية.
- مسجد حمود حمبلي: في حي الكريشيش سمي على اسم الأستاذ الجامعي حمود حمبلي الذي قتل في تيزي وزو مطلع التسعينات.
- مسجد أسامة بن زيد: حي لاڨار تم تدشينه مؤخرا.. حيث شهد  وفاة متطوع إسمه رضا نامون والذي سقط من فوق المنارة عندما كان يؤدي مهامه رحمة الله عليه

كما توجد بعض المساجد الصغيرة مثل مسجد حي كابل ومسجد حزامة ومسجد قرقور ومسجد لكابير ومسجد بلعزم ومسجد الليسي الذي هو في طور الإنجاز

### المسيحية/اليهودية
لا توجد إحصائية رسمية لعدد المسيحيين واليهود في الأخضرية، وأغلب الأفراد التي تنتمي لهاتين الديانتين لا تصرح بهذا للعموم، وقد أقبل الكثير منهم على استخراج وثائقهم من المصالح الإدارية في الأخضرية مع نهاية العشرية السوداء.

## الصناعة والخدمات

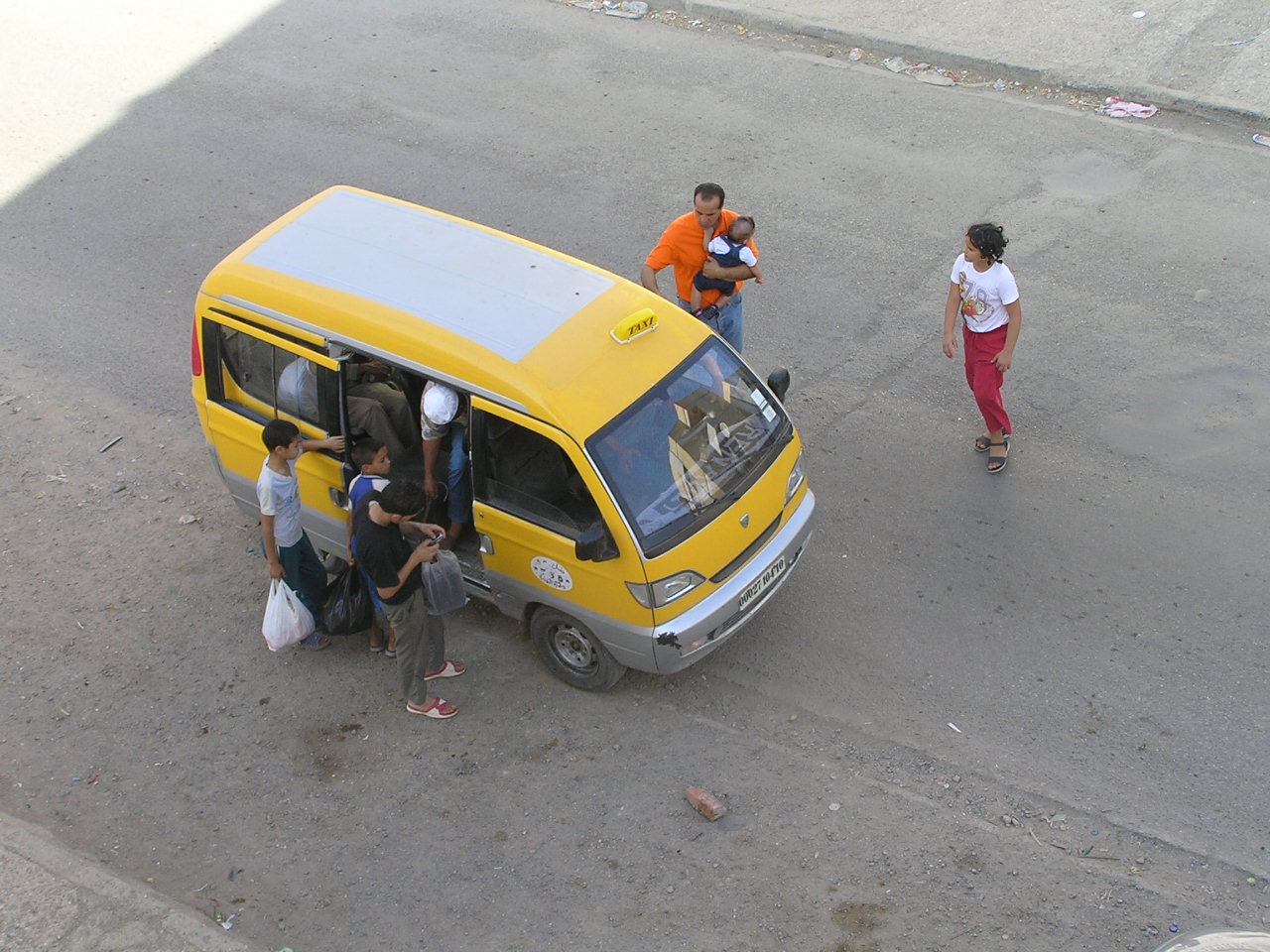
حافلة نقل حضري "هافيي" أثناء صعود الناس إليها.

### المواصلات

#### وطنيا
تعتبر نقطة المواصلات في الأخضرية نقطة ذات أهمية على صعيد النقل البري في الجزائر، فمحطة النقل البري في الأخضرية ترتبط بالعديد من الولايات المباشرة كولاية بومرداس وولاية الجزائر وبالتحديد محطة النقل البري في الخروبة (الجزائر العاصمة).

#### داخل المدينة
أما داخل المدينة فتعبر حافلات هافيي من أكثر أنواع المواصلات شيوعا حيث تقدم خدمات النقل الحضري إلى العديد من المحطات داخل المدينة وأطرافها. هذه الحافلات تم جلبها للجزائر بشكل مكثف ابتداء من سنة 2002 وأقبل أصحاب النقل على شرائها بكثرة ويوجد عدد لابأس به منها لتقديم خدمات النقل في الأخضرية. لكن من ناحية اخرى تمارس بعض هذه الحافلات نشاطها بشل غير قانوني خصوصا بعدم دفع الضرائب و التعدي على الاماكن الغير مخصصة للحافلات مثل طرق المشاة و اعتاب المنازل

### الاتصالات
يتواجد في المدينة مركب اتصالات الجزائر الفضائية (بالفرنسية: Algerie Telecom SATELLITE)‏  وهو الأول والوحيد من نوعه حاليا في الجزائر، يقدم خدمات البث التلفزيوني وخدمات نظام التموضع العالمي وخدمات الاتصالات الفضائية ويقدم خدماته بالتعاون مع شركة الثريا لخدمات الاتصالات الفضائية.

### الصناعة

#### المؤسسة الوطنية الجزائرية للدهن (ENAP)
يتواجد في الأخضرية المصنع وبالضبط في حي مدينة الحياة والمقر الرئيسي للمؤسسة الوطنية الجزائرية للدهن بوسط الأخضرية (بالفرنسية: ENAP)‏  وهي عبارة عن مؤسسة جزائرية اقتصادية مختصة في إنتاج مختلف أنواع الدهون العضوية (الدهون، الطلاء المبرنق، المواد الصبغية، المستحلبات، المجففات وأنواع معينة من الغراء والصمغ).

## حوادث في الأخضرية

### حوادث طيران

#### حادثة طائرة دوغلاس
في يوم 8 يناير 1948 أقعلت طائرة شركة الطيران الجزائرية من نوع دوغلاس دي سي-3 من مطار منزل الجزائر الأبيض الجزائر العاصمة إلى مطار بسكرة في مدينة بسكرة حاملة 7 مسافرين و2 من أفراد الطاقم، تحطمت الطائرة بالقرب من الأخضرية  على أحد التلال.

### حوادث عنف وتفجيرات

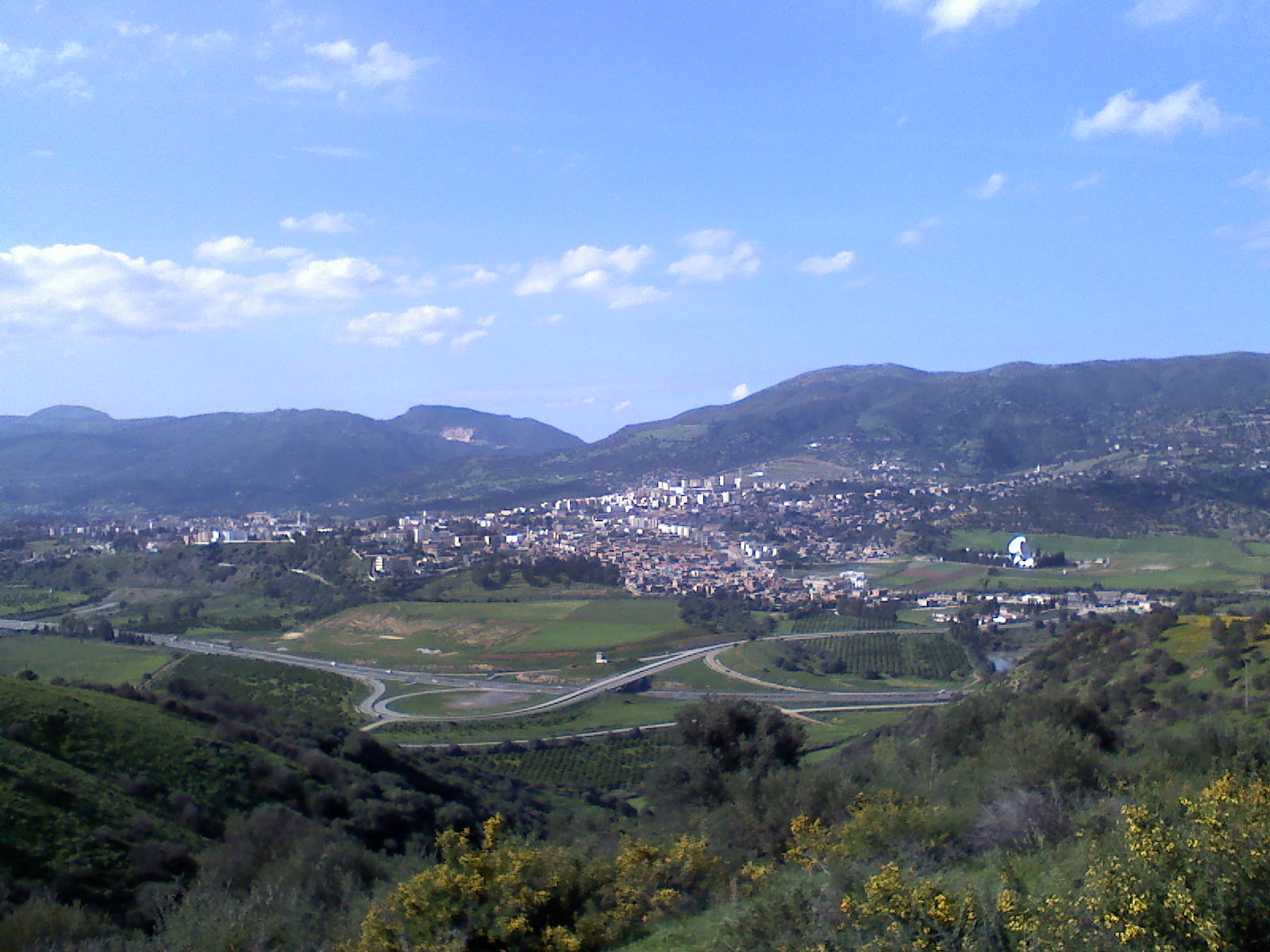
الأخضرية: منظر شامل

تعتبر الأخضرية نقطة نشاط ساخنة لتنظيم القاعدة في بلاد المغرب الإسلامي، وحدث بها الكثير من أعمال العنف والتفجيرات أثناء العشرية السوداء وبعدها، ألفت كتب كثيرة لهذه الأحداث ومن هو المسؤول ورائها لعل من أبرزها كتاب الحرب القذرة لحبيب سويدية والذي يحكي فيه شهادته عما جرى في العشرية السوداء وللعلم فإن معظم أحداث الكتاب جرت في الأخضرية وضواحيها.

#### الهجوم على ثكنة الجيش في ديسمبر 2007
في صباح يوم 11 يوليو 2007 قام أحد أفراد تنظيم القاعدة في بلاد المغرب الإسلامي ويدعى «صهيب أبومليح» بمهاجمة ثكنة شرق الأخضرية عن طريق شاحنة صغيرة مملوءة بالمتفجرات كان أفراد الثكنة يعتمدون عليها في التمويل بالغذاء، قالت الحكومة الجزائرية أن عدد القتلى هو 8 أما تنظيم القاعدة في بلاد المغرب الإسلامي فقد صرح بأن عدد القتلى يتجاوز السبعين. تلت هذا الهجوم عدد من الهجمات لتنظيم القاعدة تستهدف مراكز قيادية مختلفة داخل الأخضرية وفي ضواحيها.

#### تفجير استهدف نفس أفراد الثكنة بعد حوالي 7 أشهر
و استهدف تفجير آخر مجموعة من الجنود كانوا عائدين إلى ثكنتهم المذكورة في الانفجار الأول وكانوا على بعد 200 مترا حين اندفع سائق دراجة نارية مملوءة بالمتفجرات وفجر نفسه حيث قتل على الفور وجرح 13 جنديا.

## ملحقات

### مواضيع ذات صلة
- بلديات ولاية البويرة
- دوائر ولاية البويرة

### وصلات خارجية
- [منتدى الأخضرية.نت https://web.archive.org/web/20080516012735/http://lakhdaria.net/], (باللغة العربية).